# Yūma Kagiyama
Yūma Kagiyama (japanisch 鍵山 優真 Kagiyama Yūma; * 5. Mai 2003 in Yokohama) ist ein japanischer Eiskunstläufer, der im Einzellauf antritt. Bei den Olympischen Winterspielen 2022 in Peking gewann er im Einzelwettbewerb die Silbermedaille und im Teamwettbewerb zusammen mit dem japanischen Team ebenfalls Silber. 2021, 2022 und 2024 wurde er Vizeweltmeister.

## Persönliches
Yūma Kagiyama trainiert bei seinem Vater Masakazu Kagiyama. Dieser wurde in den Jahren 1990, 1991 und 1992 japanischer Meister im Eiskunstlauf. Außerdem vertrat er Japan bei den Olympischen Winterspielen 1992 und 1994.

## Karriere
Kagiyama erzielte bereits bei den Junioren bedeutende Erfolge.
Bei den Olympischen Jugend-Winterspielen 2020 in Lausanne gewann Kagiyama knapp vor Andrei Mosaljow die Goldmedaille. Im März 2020 wurde Kagiyama in Tallinn Junioren-Vizeweltmeister hinter Mosaljow.

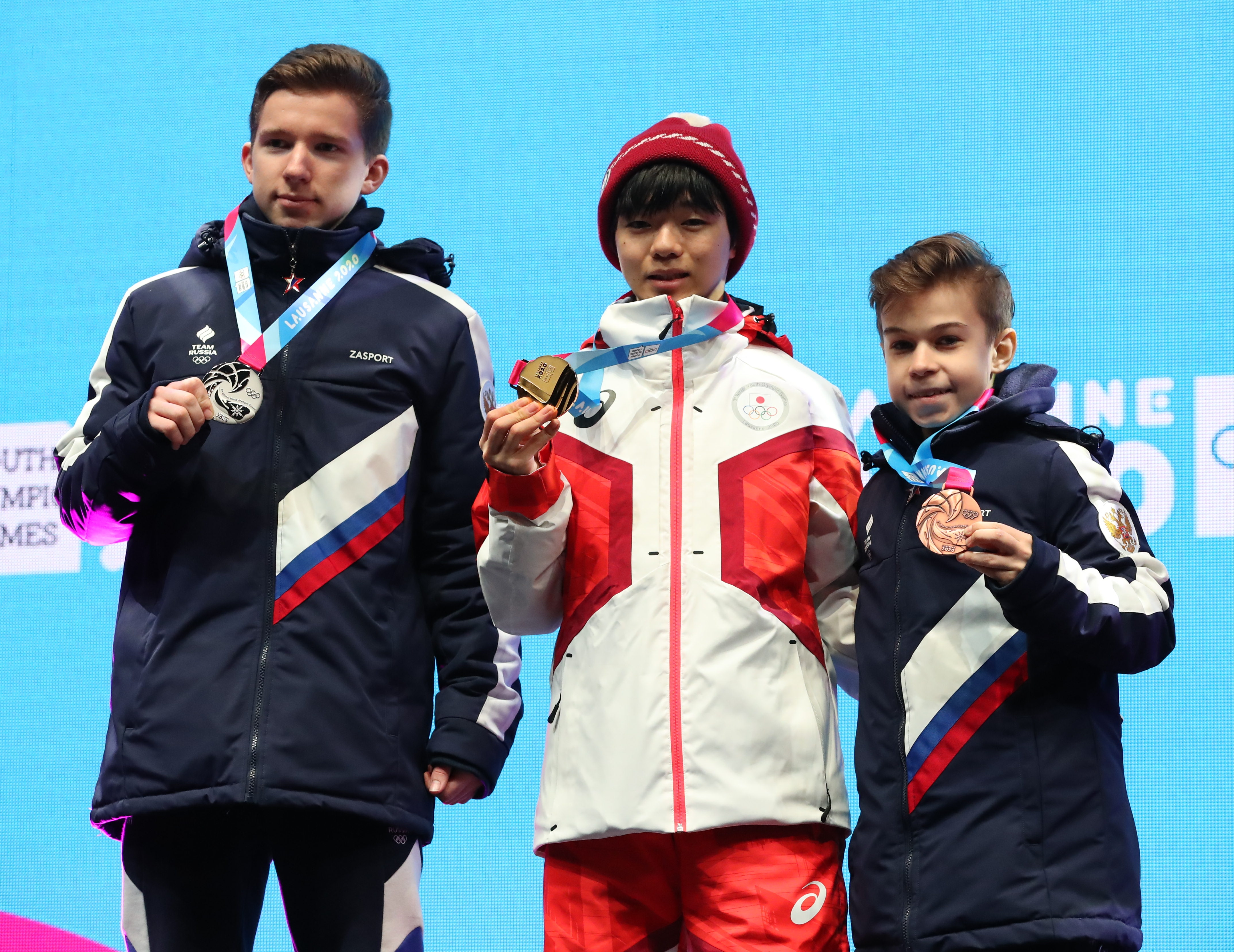
Kagiyama mit seiner Goldmedaille bei den Olympischen Jugend-Winterspielen 2020

Bei den Erwachsenen gewann Kagiyama bereits im Februar 2019 eine Silbermedaille beim Challenge Cup in Den Haag. Im Februar 2020 folgte eine Bronzemedaille bei den Vier-Kontinente-Meisterschaften in Seoul und im November 2020 eine Goldmedaille bei der NHK Trophy.
Bei seinen ersten Weltmeisterschaften, 2021 in Stockholm, stellte Kagiyama persönliche Bestleistungen im Kurzprogramm und in der Kür auf. Im Kurzprogramm erreichte er mit zwei gut ausgeführten Vierfachsprüngen, einem Salchow in Kombination und einem Toeloop als Einzelsprung, 100,96 Punkte. Damit lag er im Kurzprogramm vor Nathan Chen, der in seinem Kurzprogramm bei einem geplanten vierfachen Lutz stürzte. In der Kür erreichte Kagiyama mit drei Vierfachsprüngen 190,81 Punkte. Im Gesamtergebnis wurde er hinter Chen Vizeweltmeister.
In die olympische Saison 2021/22 startete Kagiyama mit Goldmedaillen bei seinen zwei Wettbewerben der ISU-Grand-Prix-Serie in Italien und in Frankreich. Bei den Olympischen Winterspielen 2022 in Peking stellte er im Teamwettbewerb eine neue persönliche Bestleistung von 208,94 Punkte in der Kür auf. Er zeigte vier Vierfachsprünge, darunter ein Rittberger. Alle Elemente seiner Kür erhielten einen Bonus für ihre gute Ausführung. Das japanische Team gewann im Gesamtergebnis eine Bronzemedaille. In den Einzelwettbewerb startete Kagiyama mit einem fehlerfreien Kurzprogramm und einer neuen persönlichen Bestleistung von 108,12 Punkten, wodurch er Zweiter hinter Nathan Chen wurde. In der Kür gelangen Kagiyama alle Elemente bis auf einen versuchten vierfachen Rittberger. Im Gesamtergebnis gewann er die Silbermedaille hinter Chen mit einer neuen persönlichen Bestleistung von 310,05 Punkten.
Im August 2022 erlitt Kagiyama eine Stressfraktur im linken Fuß, wegen der er seine Teilnahme an den Grand-Prix-Wettbewerben Skate America und Internationaux de France sowie den World University Games absagen musste. An den Japanischen Meisterschaften nahm er wieder teil. Er verzichtete auf Vierfachsprünge mit Ausnahme des vierfachen Salchow und belegte mit einer uncharakteristisch niedrigen Punktzahl von 237,83 den 8. Platz. Für den Rest der Saison zog er sich aus dem Wettbewerb zurück.
Im Sommer 2023 engagierte Kagiyama Carolina Kostner als Co-Trainerin neben seinem Vater. Bei seinem ersten internationalen Auftritt nach seiner Verletzung, der Lombardia Trophy 2023, gewann er die Goldmedaille, beim Grand Prix de France die Bronzemedaille.

## Ergebnisse
| Meisterschaft / Jahr                             | 2019    | 2020    | 2021    | 2022    | 2023    | 2024    | 2025    |
| ------------------------------------------------ | ------- | ------- | ------- | ------- | ------- | ------- | ------- |
| Olympische Winterspiele                          |         |         |         | 2.      |         |         |         |
| Weltmeisterschaften                              |         |         | 2.      | 2.      |         | 2.      | 3.      |
| Vier-Kontinente-Meisterschaften                  |         | 3.      |         |         |         | 1.      |         |
| Japanische Meisterschaften                       | 6.      | 3.      | 3.      | 3.      | 8.      | 2.      | 1.      |
| Wettbewerb / Saison                              | 2018/19 | 2019/20 | 2020/21 | 2021/22 | 2022/23 | 2023/24 | 2024/25 |
| GP Finale                                        |         |         |         |         |         | 3.      | 2.      |
| GP NHK Trophy                                    |         |         | 1.      |         |         | 1.      | 1.      |
| GP Italien                                       |         |         |         | 1.      |         |         |         |
| GP Internationaux de France                      |         |         |         | 1.      | Z       | 3.      |         |
| GP Skate America                                 |         |         |         |         | Z       |         |         |
| GP Finlandia Trophy                              |         |         |         |         |         |         | 1.      |
| Teamwettbewerb / Saison                          | 2018/19 | 2019/20 | 2020/21 | 2021/22 | 2022/23 | 2023/24 | 2024/25 |
| Olympische Winterspiele                          |         |         |         | 2.      |         |         |         |
| GP = Grand Prix; Z = vom Wettkampf zurückgezogen |         |         |         |         |         |         |         |

Bei den Junioren:
| Meisterschaft / Jahr        | 2017    | 2018     | 2019    | 2020    |
| --------------------------- | ------- | -------- | ------- | ------- |
| Juniorenweltmeisterschaften |         |          |         | 2.      |
| Olympische Jugendspiele     |         |          |         | 1.      |
| Japanische Meisterschaften  | 12.     | 12.      | 5.      | 1.      |
| Wettbewerb / Saison         | 2016/17 | 2017 /18 | 2018/19 | 2019/20 |
| JGP Finale                  |         |          |         | 4.      |
| JGP Kanada                  |         |          | 4.      |         |
| JGP Armenien                |         |          | 2.      |         |
| JGP Polen                   |         |          |         | 2.      |
| JGP Frankreich              |         |          |         | 1.      |
| JGP = Junioren Grand Prix   |         |          |         |         |